# Rob Pearson
Pour les articles homonymes, voir Pearson.
Rob Pearson (né le 8 mars 1971 à Oshawa dans la province d'Ontario au Canada) est un joueur professionnel canadien de hockey sur glace. Il évoluait au poste d'ailier droit.

## Biographie
Évoluant pour les Bulls de Belleville dans la LHO, il est choisi au 12e rang par les Maple Leafs de Toronto lors du premier tour du repêchage d'entrée dans la LNH 1989. En 1990, les Bulls l'échangent aux Generals d'Oshawa et Pearson est placé sur la même ligne que Eric Lindros, futur premier choix du prochain repêchage de la LNH. Il connaît ainsi ses meilleurs moments chez les juniors en marquant 109 points, dont 57 buts, en 41 parties avec les Generals et aide son équipe à se rendre jusqu'en finale, qui est perdue face aux Greyhounds de Sault-Sainte-Marie. Il remporte le trophée Jim-Mahon remis à l'ailier droit ayant marqué le plus de buts dans la LHO.
À sa première saison professionnelle, en 1991-1992, il joue 47 parties avec les Maple Leafs et réalise 24 points, mais passe une partie de la saison dans la LAH avec les Maple Leafs de Saint-Jean, club-école de Toronto. Il joue sa première saison complète avec Toronto la saison suivante et démontre autant son côté offensif que son côté physique. En effet, il marque 37 points, dont 23 buts, et est le joueur le plus pénalisé de l'équipe avec 211 minutes qui sont dues à ses bagarres et ses pénalités d'inconduite.
Après une autre saison avec les Maple Leafs, il est échangé durant l'été 1994 aux Capitals de Washington avec un choix de premier tour au repêchage de 1994 (Nolan Baumgartner) contre Mike Ridley et un choix de premier tour pour 1994 (Éric Fichaud). Après une saison qui se résume à aucun but et 6 assistances en 32 parties, il est envoyé par les Capitals dans la LAH la saison suivante en jouant pour les Pirates de Portland avant d'être échangé durant la saison aux Blues de Saint-Louis contre Denis Chasse. À son premier match avec les Blues, il sert une assistance sur le 500e but en carrière de Dale Hawerchuk.
Il ne joue qu'une quarantaine de parties sur deux saisons avec les Blues, puis joue les saisons suivantes dans les ligues mineures. Après une saison sans jouer, il joue sa dernière saison professionnelle en Allemagne avec les Frankfurt Lions.

## Statistiques

### En club
| Saison     | Équipe                    | Ligue      |     | Saison régulière | Saison régulière | Saison régulière | Saison régulière | Saison régulière |    | Séries éliminatoires | Séries éliminatoires | Séries éliminatoires | Séries éliminatoires | Séries éliminatoires |
| Saison     | Équipe                    | Ligue      | PJ  | B                | A                | Pts              | Pun              | PJ               | B  | A                    | Pts                  | Pun                  |                      |                      |
| 1988-1989  | Bulls de Belleville       | LHO        | 26  | 8                | 12               | 20               | 51               | -                | -  | -                    | -                    | -                    |                      |                      |
| 1989-1990  | Bulls de Belleville       | LHO        | 58  | 48               | 40               | 88               | 174              | 11               | 5  | 5                    | 10                   | 26                   |                      |                      |
| 1990-1991  | Bulls de Belleville       | LHO        | 10  | 6                | 3                | 9                | 27               | -                | -  | -                    | -                    | -                    |                      |                      |
| 1990-1991  | Generals d'Oshawa         | LHO        | 41  | 57               | 52               | 109              | 76               | 16               | 16 | 17                   | 33                   | 39                   |                      |                      |
| 1990-1991  | Saints de Newmarket       | LAH        | 3   | 0                | 0                | 0                | 29               | -                | -  | -                    | -                    | -                    |                      |                      |
| 1991-1992  | Maple Leafs de Toronto    | LNH        | 47  | 14               | 10               | 24               | 58               | -                | -  | -                    | -                    | -                    |                      |                      |
| 1991-1992  | Maple Leafs de Saint-Jean | LAH        | 27  | 15               | 14               | 29               | 107              | 13               | 5  | 4                    | 9                    | 40                   |                      |                      |
| 1992-1993  | Maple Leafs de Toronto    | LNH        | 78  | 23               | 14               | 37               | 211              | 14               | 2  | 2                    | 4                    | 31                   |                      |                      |
| 1993-1994  | Maple Leafs de Toronto    | LNH        | 67  | 12               | 18               | 30               | 189              | 14               | 1  | 0                    | 1                    | 32                   |                      |                      |
| 1994-1995  | Capitals de Washington    | LNH        | 32  | 0                | 6                | 6                | 96               | 3                | 1  | 0                    | 1                    | 17                   |                      |                      |
| 1995-1996  | Pirates de Portland       | LAH        | 44  | 18               | 24               | 42               | 143              | -                | -  | -                    | -                    | -                    |                      |                      |
| 1995-1996  | Blues de Saint-Louis      | LNH        | 27  | 6                | 4                | 10               | 54               | 2                | 0  | 0                    | 0                    | 14                   |                      |                      |
| 1996-1997  | Blues de Saint-Louis      | LNH        | 18  | 1                | 2                | 3                | 37               | -                | -  | -                    | -                    | -                    |                      |                      |
| 1996-1997  | IceCats de Worcester      | LAH        | 46  | 11               | 16               | 27               | 199              | 5                | 3  | 0                    | 3                    | 16                   |                      |                      |
| 1997-1998  | Lumberjacks de Cleveland  | LIH        | 46  | 17               | 14               | 31               | 118              | 10               | 6  | 4                    | 10                   | 43                   |                      |                      |
| 1998-1999  | Lumberjacks de Cleveland  | LIH        | 20  | 3                | 10               | 13               | 27               | -                | -  | -                    | -                    | -                    |                      |                      |
| 1998-1999  | Solar Bears d'Orlando     | LIH        | 11  | 6                | 2                | 8                | 41               | 17               | 8  | 6                    | 14                   | 24                   |                      |                      |
| 1999-2000  | Ice Dogs de Long Beach    | LIH        | 60  | 17               | 23               | 40               | 145              | 4                | 0  | 0                    | 0                    | 8                    |                      |                      |
| 2001-2002  | Frankfurt Lions           | DEL        | 33  | 5                | 16               | 21               | 125              | -                | -  | -                    | -                    | -                    |                      |                      |
| Totaux LNH | Totaux LNH                | Totaux LNH | 269 | 56               | 54               | 110              | 645              | 33               | 4  | 2                    | 6                    | 94                   |                      |                      |

## Trophées et honneurs personnels
- 1990-1991 :
  - nommé dans la première équipe d'étoiles de la LHO.
  - remporte le trophée Jim-Mahon du meilleur ailier droit buteur de la LHO.